# 서지학

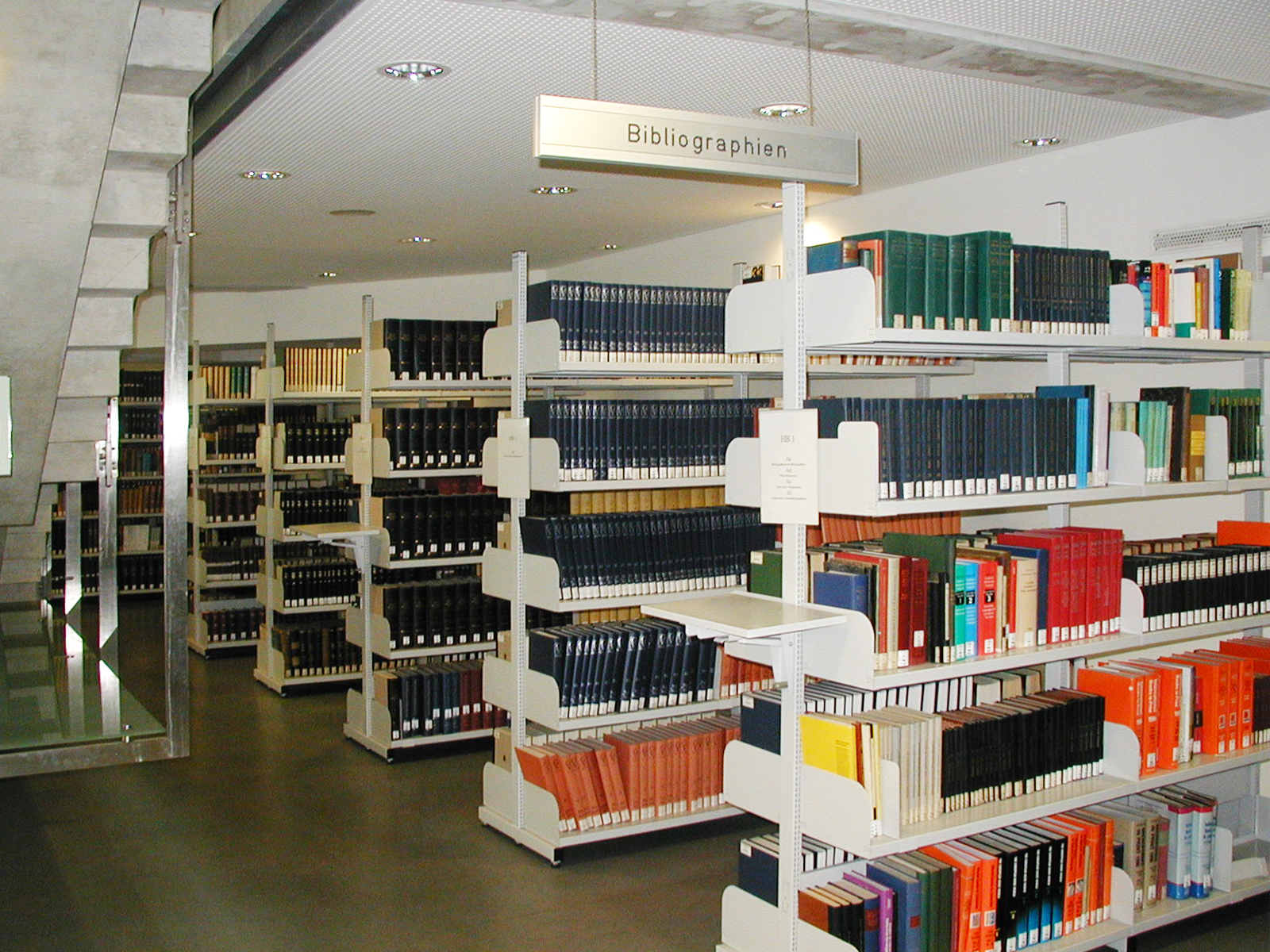
그라츠 대학 도서관의 서지들.

서지학(書誌學, 영어: bibliography, bibliology)은 책을 대상으로 하여 그 형태와 재료, 용도, 내용, 변천 등을 과학적이며 실증적으로 연구하는 학문이다. 좁은 뜻으로는 책을 정확하게 기술하는 학문을 말한다. 도서학이라고도 하며, 중국에서는 목록학, 문헌학, 또는 교수학(校讐學)이라고 한다.

## 서지학의 개념
서지학(書誌學, bibliography)이란 용어는 영어의 bibliography의 번역어이다. 서양의 이 용어는 희랍어인 bibliographia에서 유래된 것으로 ‘도서’를 의미하는 ‘biblio’와 ‘쓴다’는 의미의 ‘graphia’가 합성된 말이다. 이처럼 bibliography는 본시 도서의 서사(a writing of books)를 뜻한 것이나, 18세기 중엽 이후 학문이 발전함에 따라 도서를 대상으로 기술하는 학문(a writing about books)이라는 개념의 용어로 변화되었다.
이러한 개념의 서양학문이 19세기 말 동양에 도입되면서 'bibliography'는 처음에는 서사학(書史學)이라고 번역되었다. 그러나 도서의 역사를 연구한다는 해당 용어의 한계성 때문에 곧 서지학으로 바꾸어 쓰게 되었다. 여기서 서지학이란 책을 말하는 '서(書)'와 기록한다는 의미의 ‘지(誌)’, 그리고 학문을 뜻하는 '학(學)'의 합성어로, 결국 책을 대상으로 조사, 분석, 비평, 연구, 기술하는 학문을 가리킨다.
동양 3국에서는 한국과 일본이 서지학이라는 용어를 채택하여 해당 학문을 체계화한 반면, 중국은 마도원이 1934년 자신의 저서에 '서지학'이라는 서명을 사용한 것과 같은 소수의 예를 제외하고는 대체로 교수학(敎授學), 목록학(目錄學), 판본학(板本學)이라는 전통적인 명칭과 체계로 학문활동을 전개하고 있다.

## 서지학의 정의
서지학의 정의는 동서양을 막론하고 시대 또는 관점에 따라 매우 다양하다. 한국 도서관협회 편 '문헌정보학용어사전'은 서지학을 도서를 대상으로 조사, 분석, 비평, 연구하여 기술하는 학문으로 규정했고, '한국민족대백과사전'도 서지학을 책을 대상으로 조사,분석, 연구하여 기술하는 학문이라고 간단히 정의했다. 한편 해로드(Harrod)와 프리처크(Prytherch)가 펴낸 Librarian's Glossary를 보면 서지학을 복합적인 용어로 규정짓고, 그 까닭을 첫째, 대다수의 사람들이 같은 서지학 용어를 다른 의미로 사용해 왔기 때문이고, 둘째, 부분적으로는 서지목록이 여러 종류의 서지적 기술이나 배열을 통해 완성될 수 있기 때문이라고 하면서 서지학을 크게 비평서지학과 체계서지학 두 분야로 나누고 있다. 또한 프랑스의 라루스(Larousse)는 서지학을 첫째, 주어진 주제에 대한 출판된 도서들과 그 판본에 대한 지식, 둘째, 한 주제와 관련된 저술목록, 셋째, 근간 저술의 정규적인 일람목록 등을 연구하는 학문으로 규정했다.
서지학은 한마디로 책에 대하여 연구하는 학문이다. 책을 서지학적 관점에서 정의하면 문자를 수단으로 표현한 지적 소산이 담긴 물리적 형태라고 할 수 있다. 따라서 서지학의 정의를 좀 더 부연하자면 문자를 수단으로 표현한 본문과 그 본문이 나타내 주는 지적 소산의 내용, 그리고 그것을 담고 있는 물리적 형태를 대상으로 조사, 분석, 비평, 연구, 기술하는 학문이라 할 수 있다.

## 서지학의 연구방법
서지학은 도서의 정확한 원문내용 인식과 복원, 최선의 판본선택, 간행시기의 추정, 진본과 위서의 감정 및 해당 서적의 학문적 위치판정 등 학문의 가장 기초적인 정보제공을 목적으로 하는 학문이다. 따라서 서지학을 연구함에 있어서는 독창성은 물론 정확성과 객관성이 매우 중요하다. 그 가운데 어느 하나라도 결함이 있으면 연구로서 인정받기 어렵다.
서지학 연구에서 먼저 결정해야 할 것은 주제와 그 범위이다. 연구결과가 아무런 도움이 되지 않거나 이미 연구된 진부한 것이라면 연구의 의미가 없고, 연구결과를 얻기에 지나치게 많은 비용이 소요되거나 관련자료에 접근할 수 없다면 연구수행이 불가능하다.
연구의 주제가 결정되면 제목을 정하고, 자료를 수집, 정리, 기술, 분석하여 결론을 도출한다. 먼저 연구에 필요한 자료를 수집하게 되는데, 이때 주된 자료와 방증이 될 자료, 또는 원본과 이본을 망라해야 한다. 수집된 자료는 정리, 배열할 필요가 있다. 자료의 목록을 만들어 시대, 인명, 지역, 판종, 활자 등에 따라 자모순으로 배열해 두면 후일 다른 연구에도 활용할 수 있다.
자료의 내용을 기술함에 있어서는 대상자료의 표제지, 판권지, 판식, 장정, 내용 등을 면밀하게 살펴야 한다. 기술이 끝나면 계통이 확립되고, 간행연도나 판의 선후, 우열, 내용의 오탈, 위작 등에 대한 분석과 비판이 가능하다. 결론은 그 결과로 도출되는 것이다.

## 서지학의 체계
- 동양 - 교수학, 목록학, 판본학
- 서양 - 열거서지학, 기술서지학, 분석서지학, 역사서지학, 원문서지학